# Josipovich Imre
Josipovich Imre (Kurilovec, 1834. szeptember 1. – Bécs, 1910. május 30.) horvát politikus, 1889-1898 között horvát-szlavón-dalmát miniszter, valóságos belső titkos tanácsos.

## Élete, pályafutása
Imre 1834. szeptember elsején született a túrmezei Kurilovecben, horvát nemesi családba. Gyermekkorában Tatán, Szombathelyen, Győrött és Pesten nevelkedett. Apja, Josipovich Antal az 1848–49-es forradalom és szabadságharc alatt a magyarok oldalára állt, ezért letartóztatták és a kufsteini börtönbe zárták, birtokait pedig elkobozták. Ezek visszaszerzése után Imre elsősorban a rendbetételükkel foglalatoskodott egészen az 1870-es évekig. Varasd város képviselőjeként előbb a horvát országgyűlésbe, majd Bedekovich Kálmán halálával a horvát országgyűlés küldötteként a magyar parlamentbe is bejutott. Utóbbiban Bedekovics megüresedett horvát-szlavón-dalmát miniszteri székét foglalhatta el 1889. augusztus 23-án, mely tisztségről 1898. december 10-én mondott le. 1892-ben valóságos belső titkos tanácsosi rangot kapott, 1906-ban pedig a főrendiház tagjává választották. 1910-ben, Bécsben érte a halál.
Fia, Géza 1906-1910 között szintén horvát-szlavón-dalmát miniszter volt.